# سیارک ۵۴۲۱
سیارک ۵۴۲۱ (به انگلیسی: 5421 Ulanova، نامگذاری:1982TD2) پنج هزار و چهارصد و بیست و یکمین سیارک کشف شده‌است که در ۱۴ اکتبر ۱۹۸۲ کشف شد.
قدر مطلق سیارک برابر ۱۳٫۴۰ است.